# 大邹镇
大邹镇，是中华人民共和国江苏省泰州市兴化市下辖的一个乡镇级行政单位。

## 行政区划
大邹镇下辖以下地区：
虹桥社区、双溪村、渭水村、友谊村、北银村、芦家坝村、复兴村、沈五村、万家村、新庄村、吉耿村、吴家庄村、向家村和顾马村。